# Hay Un Lugar
Hay Un Lugar è il secondo album di Oscar D'Aniello insieme a Dani Acedo, accreditati come "Delafé", ma parte del progetto Delafé y Las Flores Azules e quindi sesto disco di inediti del duo. L'album è stato autoprodotto e pubblicato a settembre 2019.

## Tracce
1. Hay Un Lugar (con Carlos Sadness)
2. La Gran Ola
3. Mixtape (con La Bien Querida)
4. Si está bien
5. Robot (con Maria Rodés)
6. Estamos Bailando
7. Adrenalina (con Delaporte)
8. Patria mía (con Soleá Morente)
9. Estonosetermina
10. Minuto de silencio
11. Menos cabeza más corazón